# 胡曉明
胡曉明，GBS，JP（1954年2月27日—），香港商人、前香港城市大學校董會主席，菱電發展有限公司主席，第十四屆港區全國人大代表。

## 背景
胡曉明在1967年至1972年間就讀聖保羅男女中學，及後於1972年至1976年間到美國升讀加州大學柏克萊分校，並取得理學士學位，1984年完成哈佛大學管理發展課程。他自1980年代起參與商界以外的工作，包括於1986年出任香港遊樂場協會副主席，1988年出任香港網球總會義務秘書，1989年至1990年出任香港金鐘扶輪社創社社長，1991年成為亞洲網球協會秘書長，1990年至1996年擔任香港貿易發展局委員，1993年至1995年獲委任為教育委員會委員。此外，胡曉明亦涉足政界，既曾任上海市政協委員（第8屆與第9屆，1993年至2003年）與常委（2003－2013），又任全國工商聯執行委員會常務委員（2002－2012），至2012年至2017年獲行政長官委任香港城市大學校董會主席。
基於他在公共行政、政界與教育界的貢獻，胡曉明先後獲頒銅紫荊星章與銀紫荊星章。此前他成為2006年香港選舉委員會界別分組選舉委員，也是2008年2008年夏季奧林匹克運動會香港區中環及灣仔路線的火炬手。現為第十二屆香港特別行政區全國人民代表大會代表（港區人大）、城市大學校友組織城賢匯榮譽顧問及校長之友賢達會榮譽贊助人。

## 相關
- 胡法光家族